# 小高愛理
小高 愛理（こたか えり、1995年5月10日 - ）は、大分県出身の女子サッカー選手。ポジションはゴールキーパー。

## 来歴

### クラブ
日ノ本学園高校、新潟医療福祉大学を卒業後、2018年にAC長野パルセイロ・レディース加入。
その後、バニーズ群馬FCホワイトスターに移籍、2022年の終わりに引退した。

### 代表
2012年9月に、U-17女子ワールドカップに臨むU-17日本代表に選出された。

## 代表歴
- U-17日本代表
  - 2012 FIFA U-17女子ワールドカップ; ベスト8